# Music Box Polska
Music Box Polska – całodobowy kanał telewizyjny o charakterze muzycznym, nadawany w języku polskim. Prezentuje on mieszankę polskich i zagranicznych teledysków - w tym także światowych hitów jak i tych zza wschodniej granicy. Music Box Polska to również wiadomości ze świata muzyki, mody i kina, wywiady z celebrytami, plotki show-biznesu oraz audycje rozrywkowe.
Nadawcą kanału jest spółka "Music Box Interactive TV (Gibraltar) Ltd."
Kanał „Music Box Polska” jest częścią Music Box Group – holdingu z siedzibą w Warszawie. Obecnie Music Box Group prowadzi działalność na terenie Polski, Ukrainy oraz Gibraltaru. 
Kanały z międzynarodowej rodziny „Music Box” docierają łącznie do 80 milionów odbiorców na całym świecie.
Dyrektorem zarządzającym i programowym stacji jest Serhij Kobel.

## Historia
W grudniu 2020 roku ogłoszono start polskiej wersji kanału pod nazwą Music Box Polska. Zastąpiła ona w sieciach kablowych Music Box UA czyli ukraińską wersję stacji dystrybuowaną w Polsce od 2014 roku.
Do rozpoczęcia nadawania przez stację Music Box Polska doszło ostatecznie 22 stycznia 2021 roku o godzinie 12:00.
Prezenterami stacji „Music Box Polska” od początku jej istnienia są Agata Nizińska i Tomasz Nakielski.
Stacja dostępna jest na platformach internetowych oraz w sieciach kablowych, a od 17 sierpnia 2021 roku także jako kanał FTA   (free-to-air) na satelicie Hot Bird. Dostępny był na platformie Canal+.
1 stycznia 2023 roku stacja znikła z satelity Hot Bird, lecz ona wróciła z powrotem 4 września 2023 roku
W dniu 4 września 2023 r. wznowiono nadawanie na satelicie HotBird.
W dniu 23 września 2023 roku, program Same Hity zniknął z anteny Music Box, zastępuje go nowy program #pop&dance.

## Programy muzyczne
- #FacebookKlipy
- #FreshPiątek
- 100% Summer
- 15! Music Box Chart[9]
- Backstage
- Budzik
- Chartlist #1
- Club Box[9]
- Clubzone
- Euro Top 20
- Kapsuła Czasu
- Made In 90's
- Moja Playlista[9]
- Movie Box[9]
- Music Box Exclusive[9]
- MusixFiles
- Night Express
- Pride Box[9]
- Ritmo
- Same Hity (poprzedni glowny program)
- Summer of Music[9]
- The Official Polish Top 40
- Tomorrowland[10]
- Top 20 EURO[9]
- Top 20 UK[9]
- Top 20 USA
- Top 20 Ukraine
- Top Dance Chart
- Viva Planet[9]